# Valentino Carrera
Valentino Carrera, född 1834, död 1894, var en italiensk lustspelsförfattare. Han var bror till Quintino Carrera.
Carreras arbeten har snarast en social eller öppet satirisk karaktär. Med La quaderna di Nanni avsåg han att träffa lotterispelandet; med andra komedier statsförvaltningen, filosofernas paradoxmakeri, de okunniga jurymännen et cetera. La mamma del vescovio kan också nämnas för de olika fromhetstyper som där framställs.